# Berenice (Cirenaica)
Berenice (in greco antico: Βερενίκη?, Bereníke), chiamata anche Berenice in Cirenaica o Berenice in Libia, era un'antica città della Cirenaica, situata vicino all'attuale città di Bengasi.

## Storia
Berenice venne fondata a metà del III secolo a.C. dal re egizio Tolomeo III su un promontorio chiamato Pseudopenias, vicino al porto della città di Euesperide, che venne abbandonata per far posto al nuovo nucleo; la nuova città fu intitolata alla moglie del sovrano, Berenice II.
La città venne fortificata per intercessione della regina, ma le mura vennero riedificate nel VI secolo sotto l'imperatore romano Giustiniano, che fece costruire anche dei bagni pubblici.
Il suo spopolamento fu graduale, fino alla conquista araba nella metà del VII secolo, quando la città venne chiamata Bengasi (بنغازي, Banghāzī).